# Herford (huyện)
Herford (/ˈhɛʁfɔʁt/) là một huyện ở đông bắc North Rhine-Westphalia, Đức. Các huyện giáp ranh là Minden-Lübbecke, Lippe, đô thị Bielefeld, và các huyện Gütersloh, Osnabrück.

## Lịch sử
Khu vực này cũng có tên đất của Wittekind, do trận đánh cuối của các bộ lạc người Saxo Wittekind chống lại Charlemagne diễn ra ở đây. Khi khu vực này thuộc tỉnh của Phổ Westphalia, huyện đầu tiên Herford được lập năm 1816. Năm 1832, đơn vị này được hợp nhất với huyện Bünde. Năm 1911, thành phố Herford được tách khỏi huyện. Huyện có diện tích như hiện nay vào năm 1973 khi đô thị Uffeln được nhập vào thành phố Vlotho.

## Địa lý
Huyện nằm ở giữa hai dãy núi Wiehengebirge ở phía bắc và rừng Teutoburg ở phía nam. Phía đông bắc là sông Weser bao bọc.

## Thị xã và đô thị
| Thị xã                                                    | Đô thị                                          |
| --------------------------------------------------------- | ----------------------------------------------- |
| 1. Bünde 2. Enger 3. Herford 4. Löhne 5. Spenge 6. Vlotho | 1. Hiddenhausen 2. Kirchlengern 3. Rödinghausen |